# Île Jack
Pour les articles homonymes, voir Jack.
L'île Jack est une île de l'État de Washington dans le Comté de Skagit, aux États-Unis.

## Description
Elle s'étend sur environ 460 m de longueur pour une largeur d'à peu près 260 m et fait partie de la San Juan Preservation Trust.

## Histoire
Elle a été nommée durant l'expédition Wilkes.